# Casarão Born
O Casarão Born é um casarão do fim do século XIX localizado em Biguaçu, em Santa Catarina, Brasil. Sua arquitetura tem influências alemães e portuguesas. Atualmente é um Centro Cultural, tendo também dois prédios anexos também tombados a direita e esquerda. O local foi tombado pelo estado em 1996.

## Localização e estilo
Localizado na Praça Nereu Ramos, no centro da cidade, o estilo arquitetônico do Casarão é luso-teuto-brasileiro. Os Born tinham vindo da Alemanha em 1828, no navio que trouxe a primeira leva de imigrantes alemães, o Luiza. A região de Florianópolis tinha sido, até então, colonizada por portugueses e açorianos. Ambos influenciaram na arquitetura do casarão.
O sobrado tem dois pavimentos e sótão em uma planta retangular com telhado de duas águas. A fachada principal, voltada a praça, tem três janelas e uma porta no térreo e no pavimento superior, quatro portas-janela que se abrem para um balcão (varanda portuguesa) em laje de pedra, com guarda-corpo em ferro trabalhado. Há ainda mais duas janelas no sótão. Há um lambrequim em madeira por todo o perímetro da cobertura, típico da arquitetura alemã da época.
A direita do sobrado, um armazém em estilo português para secos e molhados é ocupado na atualidade por uma agência bancária, e a esquerda fica um outro armazém para engarrafados de cachaça e depósito de farinha.

## História
O casarão foi construído em 1891, por João Nicolau Born, o primeiro prefeito da cidade, e seu filho Lúcio Born para ser a residência da família. O prédio onde atualmente fica a agência bancária era originalmente o Armazém de Secos e Molhados Lúcio Born e Irmão. Ao longo dos anos, o espaço abrigou a sede da Sociedade Recreativa 17 de Maio, a Câmara Municipal de Vereadores e o Fórum da Comarca de Biguaçu.
O tombamento estadual aconteceu sob o Decreto nº 1.295 de 29 de outubro de 1996, tendo sido averbado em 23 de maio de 2000 e desapropriado em maio de 2003. Foi completamente restaurado em 2009.

## Centro Cultural
Atualmente o Sobrado abriga um Centro Cultural, com um centro de informações, a sede da Academia Municipal de Letras, que fica no prédio desde a fundação da entidade, uma biblioteca virtual com dez computadores e dois salões para exposição. 
O prédio, por sua importância histórica, cultural e localização privilegiada, é muito importante para a vida cultural e artística de Biguaçu. Nela, acontecem continuamente escolas de teatro, rodas de capoeira, oficinas de modelagem, transmissão de filmes, e apresentações culturais de toda forma.